# تنام بونا
تنام بونا (الاسم العلمي: Tinamotis pentlandii) هو نوع من الطيور يتبع جنس التنام مزيف من فصيلة التنامية.